# Вальтін Альберт Іванович
Альберт Іванович Вальтін (17 листопада 1937 , Харків  — 18 лютого 2015 , Київ ) — український радянський баскетболіст, срібний призер Олімпійських ігор, чемпіон Європи та Універсіад.

## Життєпис
У 1960 році, в складі збірної СРСР, провів 8 матчів виграв срібну медаль Олімпійських ігор у Римі.
У 1967 році разом із «Будівельником» став чемпіоном СРСР, а у складі Української РСР став переможцем Спартакіади. 
Закінчив Національний університет фізичного виховання і спорту України. З 1968 по 1972 рік працював викладачем, а з 1976 по 1981 рік — старшим викладачем цього університету. З 1972 по 1976 — тренер з баскетболу однієї з київських ДЮСШ.
Був нагороджений медаллю «За трудову відзнаку».